# 3-as metró (Nanking)
A nankingi metróhálózat 3-as jelzésű vonala Lincsangot és Mocsoutunglut köti össze. A vonal hossza közel 45 kilométer, amin 29 állomás található. Átadására 2015. április 1-jén került sor.

## Állomáslista
|                                              |                |                                    |  |
| Lincsang                                     | 林场           |                                    |  |
| Hszinghuolu                                  | 星火路         |                                    |  |
| Délkeleti Egyetem – Csenghszian Egyetemváros | 东大成贤学院   |                                    |  |
| Tajfenglu                                    | 泰冯路         | S8-as vonal                        |  |
| Tienzsuncseng                                | 天润城         |                                    |  |
| Liucsoutunglu                                | 柳洲东路       |                                    |  |
| Sangjüanmen                                  | 上元门         |                                    |  |
| Vutangkuangcsang                             | 五塘广场       |                                    |  |
| Hsziaosi                                     | 小市           |                                    |  |
| Nanking pályaudvar                           | 南京站         | 1-es vonal                         |  |
| Hszincsuang                                  | 新庄           |                                    |  |
| Csimingszi                                   | 鸡鸣寺         | 4-es vonal                         |  |
| Fucsiao                                      | 浮桥           |                                    |  |
| Tahszingkung                                 | 大行宫         | 2-es vonal                         |  |
| Csangfucsie                                  | 常府街         |                                    |  |
| Fucemiao                                     | 夫子庙         |                                    |  |
| Vutingmen                                    | 武定门         |                                    |  |
| Juhuamen                                     | 雨花门         |                                    |  |
| Kacemen                                      | 卡子门         |                                    |  |
| Taminglu                                     | 大明路         |                                    |  |
| Mingfakuangcsang                             | 明发广场       |                                    |  |
| Nanking-Déli pályaudvar                      | 南京南站       | 1-es vonal S1-es vonal S3-as vonal |  |
| Hungjüntaotao                                | 宏运大道       |                                    |  |
| Sengtajhszilu                                | 胜太西路       |                                    |  |
| Tianjüanhszilu                               | 天元西路       |                                    |  |
| Csiulunghu                                   | 九龙湖         |                                    |  |
| Csenghszintatao                              | 诚信大道       |                                    |  |
| Délkeleti Egyetem – Csiulunghu Egyetemváros  | 东大九龙湖校区 |                                    |  |
| Mocsoutunglu                                 | 秣周東路       |                                    |  |
| Molingcsietao                                | 秣陵街道       |                                    |  |
|                                              |                |                                    |  |

## Fordítás
- Ez a szócikk részben vagy egészben  a   Line 3, Nanjing Metro című angol Wikipédia-szócikk fordításán alapul.  Az eredeti cikk szerkesztőit annak laptörténete sorolja fel. Ez a jelzés csupán a megfogalmazás eredetét és a szerzői jogokat jelzi, nem szolgál a cikkben szereplő információk forrásmegjelöléseként.
- Ez a szócikk részben vagy egészben  a(z)   南京地铁3号线 című kínai Wikipédia-szócikk fordításán alapul.  Az eredeti cikk szerkesztőit annak laptörténete sorolja fel. Ez a jelzés csupán a megfogalmazás eredetét és a szerzői jogokat jelzi, nem szolgál a cikkben szereplő információk forrásmegjelöléseként.